# Drepanoneura letitia
Drepanoneura letitia là loài chuồn chuồn trong họ Protoneuridae. Loài này được Donnelly miêu tả khoa học đầu tiên năm 1992.